# Bernard Bosquier
Pour les articles homonymes, voir Bosquier.
Bernard Bosquier, né le 19 juin 1942 à Thonon-les-Bains, est un ancien footballeur international français qui évoluait au poste de défenseur central.
Bernard n'a que 16 ans lorsqu'il commence sa carrière de footballeur à Alès en 1959, il reste dans son club formateur jusqu'en 1961 et son départ pour le FC Sochaux. Avec les Lionceaux il remporte ses premiers titres et participe activement au retour du club en première division, ce qui lui vaut une place en équipe de France. Il connaît ensuite ses années fastes sous le maillot vert de Saint-Étienne entre 1966 et 1971, remportant pendant cette période 4 championnats, 2 coupes et 3 challenges des champions. Il quitte l'ASSE en 1971 dans des circonstances houleuses pour rejoindre le rival, l'Olympique de Marseille, avec lequel il réalise le doublé championnat-coupe en 1972. Il termine ensuite sa carrière à Martigues entre 1974 et 1976.
En plus d'une longue carrière en club, Bernard Bosquier compte 42 sélections et 3 buts en Équipe de France, avec laquelle il participe à la Coupe du monde de 1966.
Après sa retraite sportive, il se reconvertit brièvement comme directeur sportif à l'Olympique de Marseille (1979-1981) puis à Saint-Étienne (1989-1990), avant de se consacrer pleinement aux stages d'été qu'il organise pour les jeunes footballeurs.

## Carrière de joueur

### En club

#### Débuts précoces à Alès (1958-1961)
Formé à l'Olympique alèsien, Bernard Bosquier y fait ses débuts en équipe première en 1959, alors qu'il n'a que 16 ans.

#### Confirmation et premiers titres à Sochaux (1961-1966)
En 1961, il prend la direction du FC Sochaux-Montbéliard où il signe dans un premier temps un contrat de stagiaire. Le choix du joueur est en grande partie motivé par le fait que le club lui offre un poste de dessinateur dans les ateliers Peugeot, installés à Sochaux.
Il passe par la suite professionnel et devient une valeur sûre du championnat à son poste. Il remporte avec le club franc-comtois les deux premiers titres de sa carrière : deux coupes Charles Drago consécutives en 1963 et 1964. Il connaît également la joie d'une montée en première division en 1964, ce qui lui permet d'accéder à l'équipe de France et d'attirer l'attention de clubs plus huppés.
Ses années sochaliennes sont par ailleurs entrecoupées d'un service militaire effectué au bataillon de Joinville.

#### Sommets puis départ houleux à Saint-Étienne (1966-1971)
En 1966, Roger Rocher et Jean Snella recrutent Bosquier à l'AS Saint-Étienne, championne de France deux années auparavant.
Avec les Verts, il domine largement le football français en remportant quatre titres de champion, deux Coupes de France et trois Challenges des champions en l'espace de cinq ans seulement.
Défenseur doté d'un fort caractère et d'une grande combativité, celui que l'on surnomme "Bobosse" n'hésite pas à prêter main-forte en attaque et s'impose comme l'un des piliers des Verts sur cette période,.
En mai 1971, alors que l'ASSE est en tête du championnat (à la lutte avec Marseille pour le titre), le journal local La Tribune-Le Progrès révèle que Bosquier ainsi que le gardien Georges Carnus souhaitent rejoindre l'Olympique de Marseille en fin de saison. Face à la polémique que cela suscite, le président Roger Rocher décide de suspendre les deux joueurs jusqu'à la fin de saison. Une fin de saison qui voit Marseille sacré champion devant les Verts.

#### Derniers trophées à Marseille (1971-1974)

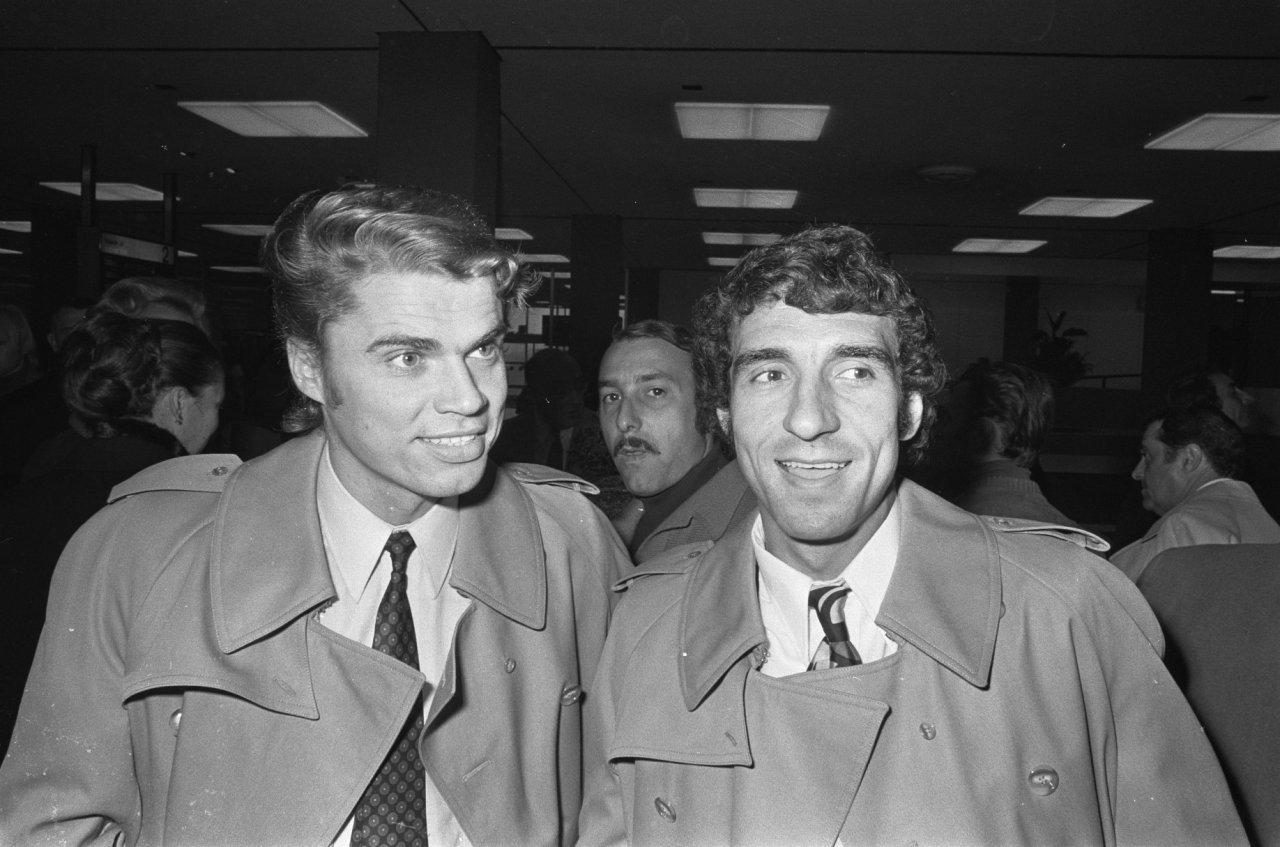
Roger Magnusson et Bernard Bosquier, avant un match entre l'OM et l'Ajax en 1971

A l'été 1971, Bosquier quitte donc l'ASSE avec fracas pour rejoindre le grand rival de l'Olympique de Marseille, champion en titre.
Il réalise le doublé coupe-championnat dès sa première saison avec l'OM, tenant comme à Saint-Étienne un rôle de pilier de l'équipe.
Avec Marseille, il dispute la Coupe d'Europe des clubs des champions, compétition dont son équipe est éliminée par l'Ajax Amsterdam, alors au sommet du football européen (1-2, 1-4). Bernard garde un souvenir douloureux de cette double confrontation, puisqu'une frappe puissante d'un joueur néerlandais sur coup franc lui retourne l'orteil à l'intérieur de sa chaussure. Il est désormais contraint de jouer avec une semelle en zinc.

#### Fin à Martigues (1974-1976)
En 1974, après un passage concluant à Marseille, il décide de terminer sa carrière en amateur du côté du FC Martigues, où il évolue durant deux saisons avant de prendre sa retraite de footballeur.

### En sélection
Appelé en équipe de France pour la première fois en 1964 alors qu'il évolue à Sochaux, Bernard Bosquier comptabilise 42 sélections en bleu et 3 buts jusqu'en 1972.
Il est notamment le patron de la défense française lors de la Coupe du monde de 1966, lors de laquelle les Bleus sont éliminés dès le premier tour.

## Reconversion

### Directeur sportif

#### À l'Olympique de Marseille (1979-1981 et 1989-1990)
En 1979, quelques années après sa retraite sportive, Bosquier fait son retour dans le milieu du football en devenant le directeur sportif de l’Olympique de Marseille, son dernier club professionnel.
L'expérience tourne court, en partie à cause du très fort tempérament de l'ancien joueur. En 1989, il revient à l'OM et succède à Michel Hidalgo au poste de directeur sportif.

#### À Saint-Étienne (1989-1990)
En 1989, il est nommé au même poste dans un autre club où il a brillé en tant que joueur, l'AS Saint-Étienne.
Même si son bilan est mitigé avec les Verts, il reste quand même celui qui a découvert de futurs joueurs importants du club comme Ľubomír Moravčík et Grégory Coupet entre autres.

### Stages pour jeunes footballeurs
En 1981, il fonde à Carpentras (Vaucluse) un centre de stage de football pour les jeunes. Les stages se déroulent en juillet et août et se destinent à la tranche d'âge 7-17 ans.
Il est un des précurseurs dans ce domaine en France, et admet avoir un peu copié sur l'Anglais Bobby Charlton. Par ces stages, Bosquier vise à transmettre « le goût de l’effort, le respect, la solidarité, l’esprit de groupe. » aux jeunes joueurs.
À partir de 2017, les stages Bosquier n'ont plus lieu à Carpentras mais à Cavaillon et sont en partie encadrés par son fils Nicolas Bosquier.

## Palmarès

### En club
FC Sochaux

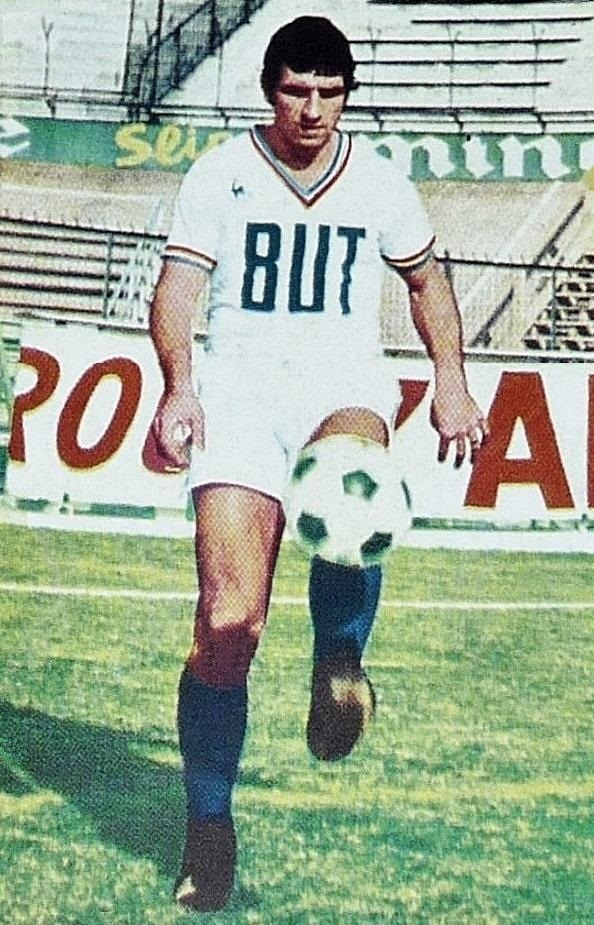
Bernard Bosquier en 1971

- Vainqueur de la Coupe Charles Drago en 1963 (ne joue pas la finale) et 1964
- Vice-champion de France de deuxième division en 1964

 AS Saint-Étienne
- Champion de France en 1967, 1968, 1969 et 1970
- Vainqueur de la Coupe de France en 1968 et 1970
- Vainqueur du Challenge des champions en 1967, 1968 et 1969
- Vice-Champion de France en 1971
- Finaliste du Challenge des champions en 1970

 Olympique de Marseille
- Champion de France en 1972
- Vainqueur de la Coupe de France en 1972

### Distinctions individuelles
AS Saint-Étienne
- Élu Joueur français de l'année par France Football en 1967 et en 1968[13]
- Élu Étoile d'Or par France Football en 1970

### Honneur
Médaille de bronze du Ministère de la Jeunesse et des Sports.